# Vilcabamba (distrito de Grau)
O Distrito peruano de Vilcabamba é um dos catorze distritos que formam a Província de Grau, situada no Apurímac, pertencente a Região Apurímac, Peru.

## Transporte
O distrito de Vilcabamba é servido pela seguinte rodovia:
- PE-3SF, que liga o distrito de Anta (Região de Cusco) à cidade de Abancay (Região de Apurímac) [2][3][4]